# Samuel Coleridge-Taylor

Samuel Coleridge-Taylor (1905)

Samuel Coleridge-Taylor (* 15. August 1875 in London als Samuel Coleridge Taylor; † 1. September 1912 ebenda) war ein englischer Komponist.

## Leben
Samuel Coleridge-Taylor wurde im Londoner Stadtteil Croydon als Sohn des aus Sierra Leone stammenden Arztes Daniel Peter Hughes Taylor und der Engländerin Alice Hare Martin (1856–1953) geboren. Die Eltern waren nicht verheiratet. Der Vater verließ England vor der Geburt seines Sohnes. Samuel, der nach dem Dichter  Samuel Taylor Coleridge Coleridge genannt wurde, wuchs bei seiner Mutter, die später einen Eisenbahnarbeiter heiratete, und seinem Großvater, einem Hufschmied, auf. Sein Großvater unterrichtete den Jungen, der früh hohe musikalische Begabung zeigte, zuerst selbst im Geigenspiel und sorgte dann für professionellen Unterricht. Bereits im Alter von acht Jahren trat Samuel Coleridge Taylor als Geiger auf.
1890 wurde Samuel Coleridge Taylor Student am Royal College of Music und 1891 erschien sein Anthem In Thee O Lord im Druck. 1892 nahm ihn Stanford als Kompositionsstudent an, 1893 erhielt er ein Stipendium. Im gleichen Jahr standen bei einem Kammerkonzert in Croydon sein Klavierquintett, Teile einer Klarinettensonate und Lieder auf dem Programm. 1898 wurde Coleridge-Taylor selbst am Royal College als Violinlehrer angestellt. 1899 heiratete er Jessie Walmisley (1869–1962), eine seiner Kommilitoninnen am Royal College, obwohl deren Eltern Vorbehalte wegen seiner dunklen Hautfarbe hatten. Der Ehe entstammte ein Sohn (Hiawatha, 1900–1980) und eine Tochter (Gwendolen Avril, 1903–1998), die beide Musiker wurden.
Coleridge-Taylor, der als Komponist zunehmend international bekannt wurde, setzte sich zugleich verstärkt mit seiner väterlichen Abstammung auseinander. So arbeitete er früh mit dem afroamerikanischen Dichter Paul Laurence Dunbar zusammen und wurde auch in den Vereinigten Staaten zu einer Leitfigur der Afroamerikaner. Bereits 1901 wurde in Washington, D.C. ein 200-köpfiger Chor namens Samuel Coleridge-Taylor Society gegründet. 1904, 1906 und 1910 führten ihn Konzertreisen selbst in die USA, wobei er auf seiner ersten Amerikareise 1904 von Präsident Theodore Roosevelt empfangen wurde. 1904 wurde er in England Dirigent der Handel Society (Händel-Gesellschaft). Hinzu kamen zunehmende Lehrtätigkeiten. Er war Dozent am Croydon Conservatory und Kompositionsprofessor am Trinity College of Music, der Crystal Palace School of Art and Music und der Guildhall School for Music.
Er starb mit 37 Jahren durch eine Lungenentzündung. Georg V. gewährte seiner Witwe eine jährliche Pension von GBP 100.

## Werk
Coleridge-Taylor unternahm den Versuch, einen neuen Stil in der westlichen Kunstmusik auf Basis afrikanischer Wurzeln zu entwickeln. So schrieb er in einer Programmnotiz zu seinen 24 Negro Melodies op. 59:

What Brahms has done for the Hungarian folk music, Dvorak for the Bohemian, and Grieg for the Norwegian, I have tried to do for these Negro Melodies.

„Was Brahms für die ungarische, Dvorak für die böhmische und Grieg für die norwegische Volksmusik getan hat, habe ich für diese ‚Negro Melodies‘ versucht.“

Allerdings gelang ihm in seiner kurzen Lebenszeit keine tatsächliche Emanzipation von der europäischen Musiktradition; seine Werke sind der Romantik verpflichtet und stehen in ihrer Tonsprache unter dem Einfluss von Dvořák.
Coleridge-Taylors größter kompositorischer Erfolg wurde wohl die Kantate Hiawatha's Wedding-feast (1898), die zu seinen Lebzeiten häufig von Chören in England aufgeführt wurde und deren Beliebtheit zeitweilig an die Popularität von Händels Messias oder Mendelssohns Elias heranreichte. Dem Hiawatha-Epos galten auch die Kompositionen The Death of Minehaha, Overture to The Song of Hiawatha und Hiawatha's Departure. Er schrieb außerdem u. a. eine (frühe) Sinfonie, ein Violinkonzert (dessen amerikanische Premiere sich verzögerte, da die Stimmen sich an Bord eines untergegangenen Schiffes – nicht der Titanic, wie gerne kolportiert – befunden hatten), Kammermusik (z. B. ein Nonett, ein Klavierquintett, Six Negro Folksongs für Klaviertrio, African Romances für Violine) sowie Anthems.
Seine verloren geglaubte Oper Thelma wurde 1995 in der British Library gefunden und gelangte später zur Aufführung.